# Beaudry (Québec)
Pour les articles homonymes, voir Beaudry.
Beaudry est un quartier de Rouyn-Noranda et le nom d'une ancienne municipalité de la région administrative de l'Abitibi-Témiscamingue à l'ouest du Québec.

## Géographie
Beaudry est situé à 20 kilomètres au sud du centre urbain de Rouyn-Noranda, sur la route 391, dans le district sud qui comprend aussi les quartiers Bellecombe et Cloutier.
Aujourd'hui, Beaudry comprend une école primaire, un centre d'hébergement et un point de service du Centre local de santé et de services sociaux.

## Histoire
La paroisse Saint-Clément-de-Beaudry a été fondée en 1933 dans le cadre du plan de colonisation mis en place par le ministre du travail du Canada, W.A. Gordon. 
En 1979, cette paroisse devient la municipalité de Beaudry. Contrairement aux autres quartiers ruraux, Beaudry rejoint la Ville de Rouyn-Noranda en 2000 dans le cadre d'une entente de regroupement unique entre les deux municipalités. Beaudry est aujourd'hui un quartier de la nouvelle ville.
Aujourd'hui la Ville de Rouyn-Noranda a le double statut de MRC et de municipalité locale,.

## Toponyme
Le nom de Beaudry a été donné à cette paroisse en l'honneur du père Stanislas Beaudry, un oblat de Marie Immaculée ayant desservi les missions du Nord de l'Ontario vers 1880. Stanislas Beaudry est un missionnaire, évangélisateur auprès des Algonquins du Nord-Ouest québécois.